# 掛川バスサービス
掛川バスサービス（かけがわバスサービス、英: Kakegawa Bus Service Co.,Ltd.）とは、静岡県掛川市に本社を置く、静鉄グループの乗合自動車事業を行う企業である。掛川市自主運行バスを受託している。

## 所在地
- 本社：静岡県掛川市葛川字山崎452-1
東海道本線・東海道新幹線線路と併行する県道37号沿い。
営業所施設は旧静岡鉄道掛川営業所をそのまま使用しており、静鉄グループの貸切バス事業会社である静鉄ジョイステップバス掛川営業所と共用している。

## 概説
- 1980年代後半に大井川鉄道の掛川市エリアからの路線バス事業撤退の意向を受け、路線の受け皿として静岡鉄道の全額出資によって発足した。大井川鉄道の路線を貸切代替バス（21条バス）として承継後、1990年代初頭に静岡鉄道掛川営業所の不採算路線も貸切代替バスとして承継した[1]。
- 2000年代以降は掛川市の自主運行路線である「市街地循環線 南回り」や「東循環線」「満水線」の運行を受託し、道路運送法の改正により貸切代替バスから一般乗合路線に転換された路線も含め、現在は掛川市自主運行バスの内6路線を受託している。

## 沿革
- 1987年（昭和62年）11月16日 - 静岡鉄道の100％出資によって掛川バスサービス株式会社を設立した[2]。
- 1988年（昭和63年）3月 - 大井川鉄道が運行していた「東山線」の全区間と「粟本線」の一部区間を承継し、掛川市による貸切代替バスとして運行を開始した[1]。
- 1990年（平成2年）6月 - 静岡鉄道の「桜木線」「倉真線」「居尻線」を承継し、貸切代替バスとして営業運行を開始した。[3]
- 1993年（平成5年）7月15日 - 小型バス3台にて貸切バスの営業を開始した。 [4]
- 2003年（平成15年）5月20日 - 掛川市のコミュニティバス「市街地循環線 南回り」の運行を受託し、営業を開始した。
- 2007年（平成19年）3月 - 前年の道路運送法の改正により一般乗合旅客自動車運送事業免許を取得し、それまで貸切代替バスとして運行していた路線を乗合バスの許可形態による自主運行路線とした。[5]
- 2007年（平成19年）4月1日 - 掛川市自主運行バス「東循環線」の運行を受託し、営業を開始した。
- 2010年（平成22年）11月1日 - 掛川市自主運行バスの再編が行われ「東循環線」を廃止し「満水線」の営業運行を開始した。
- 2013年（平成25年）5月1日 - 掛川市・袋井市病院企業団立中東遠総合医療センターが開設され、「満水線」を除く各受託路線が乗り入れを開始した。
- 2021年（令和3年）9月30日 - 満水線を廃止。

## 現在の所管路線
全て自主運行路線（運行開始当時は21条バス）である。系統番号は掛川バス路線案内による。
桜木線・居尻線・倉真線・粟本線・東山線は平日各1本、掛川駅から掛川市・袋井市病院企業団立中東遠総合医療センターへ向かう便が設定されている（系統番号の末尾が6）。東山線と南回りを除く各線では平日各1本、市役所発着の便が設定されており、下り便は市役所 - 掛川駅にある南回りの各停留所にも停車する（上り便は直行）。また、桜木線・居尻線・倉真線・東山線では、バス停でない場所でも乗降できるフリー乗降区間が設定されている。

### 市街地循環線 南回り
- 運行系統および主要停留所
  - 掛川駅北口 - 杉谷一丁目 - 掛川駅南口 - 掛川東高入口北 - 中東遠総合医療センター（ - 富士見台霊園） - 市役所 - 掛川駅北口
- 概説
  - ジーネットと共同で掛川市自主運行バス市街地循環線を運行し、南回りを担当している。（北回りをジーネットが担当）
  - 掛川駅と市役所の停留所で相互乗換が可能である。
  - 2003年（平成15年）5月20日 - 掛川市自主運行バスとして運行を開始。
  - 日中の一部便は富士見台霊園を経由する。

### 東山線
- 運行系統および主要停留所
  - 中東遠総合医療センター（16） - 掛川駅前（12） - 葛川 - 成滝東（ - 安養寺運動公園（当停留所経由13）- トキコシステムソリューションズ（17）） - 伊達方（上りのみ）／新道伊達方（下りのみ） - ことのまま八幡宮 - 古宮（上りのみ） - 日坂（にっさか）（15） - 茶文字の里 東山（11・13）
- 概説
  - 大井川鉄道から継承した路線であり、系統番号は10番台を使用している。
  - 葛川 - 成滝東および日坂 - 茶文字の里東山間はフリー乗降区間となっている。
  - 上り便は沿道の2箇所で旧東海道を経由するため、下り便とは経路が異なる。
  - 平日2往復、エコポリス・安養寺運動公園・トキコSSを経由する便が設定されている（掛川駅発の1便はトキコSS止）。
  - 平日掛川駅発の最終便は日坂止。

### 粟本線
- 運行系統および主要停留所
  - 中東遠総合医療センター（26） - 市役所（上りのみ) - 掛川駅前（22） - 葛川 - 掛川警察署 - 葛ヶ丘入口（ - 葛ヶ丘二丁目循環 23・25） - 初馬 - 青田（21）
- 概説
  - 大井川鉄道から継承した路線であり、系統番号は20番台を使用している。
  - 大半が葛ヶ丘循環として設定されており、青田まで行く便は少ない。

### 倉真線
- 運行系統および主要停留所
  - 中東遠総合医療センター（36） - 市役所 - 掛川駅前（32） - 小市 - 石畑（35） - 大宮（ - 新東名入口） - 倉真（くらみ）温泉（31・33）
- 概説
  - 静岡鉄道の「倉真線」を承継し、貸切代替バスとして営業を開始した路線である。
  - 系統番号は30番台。石畑 - 倉真温泉間はフリー乗降区間としている。
  - 掛川駅 - 石畑間は「居尻線」と併行する。平日1日1往復、新東名入口を経由する便（33）が設定されている。

### 居尻線
- 運行系統および主要停留所
  - 中東遠総合医療センター（46） - 市役所 - 掛川駅前（42） - 小市 - 石畑 - 法泉寺温泉 - 大和田 - 丹間 - ならここの湯 - 居尻（43） - 泉（41）
- 概説
  - 系統番号は40番台。石畑 - 泉間はフリー乗降区間としている。
  - 1990年（平成2年）6月 - 静岡鉄道の「居尻線」を承継し、貸切代替バスとして掛川駅 - 泉間の営業運行を開始。
  - 2013年（平成25年）4月1日 - 運行経路変更により、平日の一部のみ経由していた大和田を、全便が経由するようになった。
  - 平日掛川駅発の最終便は居尻止。

### 桜木線
- 運行系統および主要停留所
  - 中東遠総合医療センター（56） - 市役所（下りのみ） - 掛川駅前（52・58（家代の里経由）） - 鳥居町 - 家代の里／新田 - 坂下（53） - ねむの木学園 - 吉行淳之介文学館 - ねむの木美術館（51・57）
- 概説
  - 系統番号は50番台。新田 - ねむの木美術館間はフリー乗降区間としている。
  - 1990年（平成2年）6月 - 静岡鉄道の「桜木線」を承継し、貸切代替バスとして掛川駅 - 坂下間の運行を開始。
  - 1997年（平成9年）- ねむの木学園の浜岡町から現在地への移転に伴い、学園内に乗り入れを開始。
  - 2013年（平成25年）4月1日 - ねむの木学園から、ねむの木美術館まで延伸した。
  - 2019年（令和元年）6月17日 - 平日1日2往復、家代の里を経由する便（57）が設定された。
  - 2022年（令和4年）9月現在、家代の里経由便は平日4往復・土日祝日3往復になり、新田経由は1日2往復になっている。

## 過去に所管していた路線

### 東循環線
- 概説
  - 2007年（平成19年）4月1日 -  掛川市自主運行バスに「東循環線」「西循環線」が新たに開設され、「東循環線」を受託し運行を開始した[7]。
  - 2010年（平成22年）11月1日 - 両循環線ともに1周の所要時間が概ね60分以内に収まるよう工夫を試みたが[8]、ルートが冗長であることや掛川バスサービスの既存路線と競合することから利用者は伸び悩み[9]「満水線」に整理され廃止となった。

### 満水（たまり）線
- 運行系統および主要停留所
  - 掛川駅前（62） - 葛川南 - つま恋北ゲート - 環境資源ギャラリー - 22世紀の丘公園（61）
- 概説
  - 2010年（平成22年）11月1日 - 掛川市自主運行バスの再編によって誕生した。
  - かつて静岡鉄道が運行していた「葛川南線」のルートから、「西部国道線」が乗り入れていたつま恋を経由し、環境資源ギャラリーや22世紀の丘公園を結ぶ路線である。
  - 系統番号は60番台を使用している。
  - 2021年（令和3年）9月30日 - この日をもって廃止となった。

## 運賃
- 市街地循環線は1乗車100円均一（小児同額・特割なし）、それ以外の路線は初乗り200円で運賃最高額が300円となっている。

## 乗車券類
ジーネットと共通の回数券が導入されている。
静鉄グループのICカードLuLuCaなどの乗車カードは一切導入されていない。

## 車両

### 現況
- 日野・三菱・日産ディーゼル・いすゞの4メーカーの車両が在籍しており、日野車の割合が多い。カラーリングはしずてつジャストラインの色違い[注 1] である[10][11]。

### 車両の変遷
- 1988年（昭和63年）3月の開業当初は静岡鉄道からの譲渡による大型車3台（いすゞCJM470V 低床タイプ）で営業運行を開始した。静岡鉄道の在来路線カラーの赤色の部分を黄色に変えていた[12]。また、は山鳩をデザイン化したマークが全面と側面に貼られ、やまばと1号から3号まで愛称が付けられていた。貸切代替バスであったため、いずれも車体表記は「貸切」「限定」であった[13]。
- 1990年（平成2年）に静岡鉄道の路線を承継した際には、静岡鉄道からの譲渡により中型車5台（日野レインボーRJ172BA・やまばと4号から8号）が増備された[14]。
- 1993年（平成5年）には小型観光バス（三菱ふそうエアロミディMJ5系観光タイプ）が投入され貸切バスの営業を開始し、[4]1999年（平成11年）にも後継車種（三菱ふそうエアロミディMJ6系観光タイプ）が追加投入された。
- 2003年（平成15年）には「市街地循環線」の開設にあたり、小型低床バス（三菱ふそうエアロミディME17DF）が新製投入された。車両は掛川市からの貸与で掛川市のKの文字をデザイン化した専用色となっていた[15]。
- 2004年（平成16年）から2005年（平成17年）にかけて、開設当初より運用されていた大型車3台（いすゞCJM）の更新用として、大型車2台（日野HU3KLA）とトップドアの小型車1台（日野リエッセRX4JFE）が導入された[16]。なお、大型車2台は山間路線に適した高出力・エアサスタイプが選定され、神戸市交通局で使用されていたものが導入された。日野自動車製シャシに西日本車体を架装する静鉄グループでは極めて特殊な仕様かつ、初の58MCを架装した車両であった[17]。
- 2007年（平成19年）「東循環線」の開設にあたり、小型低床バス（三菱ふそうエアロミディME17DF）が増備された[18]。
- 2009年（平成21年）1月に元関東バスの日産ディーゼルRNが1台導入された[19]。
- 2013年4月には川崎鶴見臨港バスからエルガミオノンステップが1台導入された。また、この他にも東急バスや京成バスからの移籍車が在籍している。
- 2017年には相鉄バスから移籍したエアロミディMKのノンステップ車が導入され、「茶のみやきんじろう」デザインバス として運行されている。